# 瓦爾鎮區 (密蘇里州傑佛遜縣)
瓦爾鎮區（英語：Valle Township）是位於美國密蘇里州傑佛遜縣的一個行政鎮區。

## 地方資料
瓦爾鎮區的面積為228.18平方千米，當中陸地面積為266.66平方千米，而水域面積為1.52平方千米。根據2020年美國人口普查的數據，當地共有人口15863人，而人口密度為每平方千米69.52人。